# Spitting Image
Spitting Image ist eine satirische britische Fernsehsendung. Sie wurde zunächst von 1984 bis 1996 vom Sender ITV ausgestrahlt und von der Firma Spitting Image Productions produziert. Darin werden mit Latex-Puppen bekannte Persönlichkeiten parodiert. Seit September 2020 läuft eine neue Staffel der Serie auf dem britischen OnDemand-Dienst „britbox“ von BBC und ITV. Seit 16. September 2021 strahlt der Sender Sky eine deutsche Version der Serie namens Spitting Image. The Krauts’ Edition aus.

## Hintergrund
Geschaffen wurden die Puppen von Peter Fluck und Roger Law (auch bekannt unter dem Namen Luck and Flaw), die bei der Herstellung der Puppen unter anderem von David Stoten, Steve Bendelack, Tim Watts, Pablo Bach, Christopher Sharrock und Oscar da Costa unterstützt wurden. Spitting image – beispielsweise: She's the spitting image of her mother. (‚Sie ist ihrer Mutter wie aus dem Gesicht geschnitten.‘) – bedeutet im englischen Sprachgebrauch so viel wie ‚vom Aussehen her jemandem sehr ähnlich sein‘.

## Charaktere
Zu den Charakteren zählten in erster Linie britische und US-amerikanische Politiker, allen voran die britische Premierministerin Margaret Thatcher, die als aggressives, autoritäres Mannsweib dargestellt wurde. An ihrer Seite stand Ronald Reagan, der die Rolle eines (buchstäblich) hirnlosen, von Atomwaffen besessenen US-Präsidenten übernahm. Weitere Charaktere waren Norman Tebbit (in der Lederaufmachung eines Skinheads), der höfliche Geoffrey Howe, der manische Michael Heseltine, Edwina Currie als Vamp, der lüsterne Cecil Parkinson, Douglas Hurd, Kenneth Baker, Nigel Lawson, Tom King und Peter Walker von den Konservativen sowie von den Linken: Michael Foot als seniler Alter, der geschwätzige Neil Kinnock, Roy Hattersley, Ken Livingstone als Linksextremist, Denis Healey, Peter Shore und Gerald Kaufman. Vertreter der Liberaldemokraten wie David Owen und David Steel erschienen als weinerliche ewige Verlierer.
Aus der US-Politik waren vertreten: Caspar Weinberger als Hardliner, Donald Regan sowie George H. W. Bush als minderbemittelter Vizepräsident. Sylvester Stallone, Ted Kennedy und andere bemühten sich um die Präsidentschaftskandidatur.
An internationalen Politikern traten außerdem auf: Robert Mugabe, Pieter Willem Botha, Yoweri Museveni, Michail Gorbatschow, Muammar al-Gaddafi, Benazir Bhutto, Ajatollah Chomeini, François Mitterrand, Adolf Hitler und Saddam Hussein.
Mit dem politischen Abgang von Reagan und Thatcher ging auch der Erfolg der Spitting-Image-Reihe etwas zurück, da deren Nachfolger George H. W. Bush und John Major deutlich weniger Potenzial für mögliche Parodien abgaben – für den harmlosen Major („Dull John“) wurde etwa eine Affäre mit der Ministerin Virginia Bottomley erfunden, um überhaupt ein Spannungselement ins Spiel bringen zu können (tatsächlich stellte sich später heraus, dass Major in Wahrheit eine Affäre mit Edwina Currie hatte). In einigen der letzten Sendungen tauchten dann auch Bill Clinton und Tony Blair auf, doch wurde das Format schließlich 1996 eingestellt.
Ein immer wiederkehrendes Thema waren auch die britischen Royals: Die Queen wurde als leicht verrückte Dame dargestellt, die ihre Kleidung aus Mülleimern sammelt, während Prinz Philip als Witzbold in Marineuniform und mit Gewehr porträtiert wurde. Prinz Charles erschien zurückhaltend und distanziert und bildete so den Kontrast zu Lady Diana, die als publicitysüchtig charakterisiert wurde. Auch die senile Queen Mum, ständig mit einer Flasche Gin in der Hand, Prinz Andrew als ewiger Playboy, Prinz Edward als gereizter Teenager und die übrigen Windsors bekamen ihr Fett weg.
Neben den Politikern gehören zu den bekanntesten Figuren Papst Johannes Paul II. als Rocker, Jesus als Hippie, der Spock-Darsteller Leonard Nimoy, Rupert Murdoch, Mark Thatcher und Steve Davis.

## Musikparodien
Zu den bekanntesten Songs von Spitting Image gehören der Chicken Song (eine Parodie auf Agadoo von Black Lace) und I've Never Met a Nice South-African, eine Abrechnung mit dem Apartheidsystem in Südafrika. Sting, der Sänger von The Police, spielte 1984 für die Show eine Version der Hitsingle Every Breath You Take mit einem neuen Text als Every Bomb You Make ein. Im Video dazu waren verschiedene Diktatoren der damaligen Zeit vor dem Hintergrund einer untergehenden Sonne zu sehen. Größere Bekanntheit erlangten Spitting Image durch eine Coverversion von Da Doo Ron Ron der Crystals, die 1984 anlässlich der Wiederwahlkampagne von Ronald Reagan unter dem Titel Da Do Run Ron als Single veröffentlicht wurde, und ihren Auftritt im Musikvideo zu Land of Confusion, einem Song von Genesis aus dem Jahr 1986.

## Nachahmerformate
Das Kulturmagazin Kunst-Stücke des ORF sendete von den späten 1980er bis Anfang der 1990er Jahre die britischen Originalfolgen und machte das Format im deutschsprachigen Raum bekannt. Nachahmerformate in Deutschland waren Hurra Deutschland (1989–1991) und die Gerd-Show (ab 1999). Die österreichische Antwort (wenig erfolgreich und daher kurzlebig) trug den Namen Telewisch’n und war 1987–1989 in unregelmäßigen, etwa 25-minütigen Folgen im ORF zu sehen. Ein französisches Nachahmerformat hieß Les Guignols de l’info (1988–2015). Eine ähnliche, in Russland beliebte Sendung, Kukly („Puppen“), wurde 2002 auf Druck der Regierung hin eingestellt.

## Neuauflagen ab 2020
In der britischen Neuauflage ab 2020 wird unter anderem Donald Trump dargestellt. Seine Frisur, ein sogenannter Comb-Over, wird als eigene Figur mit Gesicht dargestellt, die den kahlen Kopf verlässt. Dominic Cummings wird als Außerirdischer dargestellt, Michael Gove mit einer Nase in Form einer Eichel und Backen in Form von Hoden. Aus dem Bereich Sport werden unter anderem Jürgen Klopp, LeBron James und Cristiano Ronaldo dargestellt. In der deutschen Ausgabe Spitting Image. The Krauts’ Edition (2021) werden unter anderem Angela Merkel, Annalena Baerbock, Olaf Scholz (als Schlumpf), Sebastian Kurz und Adolf Hitler dargestellt.

## Computerspiel
1989 erschien für mehrere Heimcomputer ein Beat ’em up zur Show.

## Auszeichnungen
Spitting Image war in den Jahren 1985 bis 1992 für zehn BAFTA Awards nominiert.
- 1985 Goldene Rose von Montreux – Bronzene Rose